# Australia ai Giochi della X Olimpiade
L'Australia partecipò ai Giochi della X Olimpiade, svoltisi a Los Angeles, Stati Uniti, dal 30 luglio al 14 agosto 1932, con una delegazione di 13 atleti impegnati in sei discipline.

## Medagliere

### Per discipline
| Sport        | Oro | Argento | Bronzo | Totale |
| ------------ | --- | ------- | ------ | ------ |
| Nuoto        | 1   | 1       | 0      | 2      |
| Canottaggio  | 1   | 0       | 0      | 1      |
| Ciclismo     | 1   | 0       | 0      | 1      |
| Lotta libera | 0   | 0       | 1      | 1      |
| Totale       | 3   | 1       | 1      | 5      |

### Medaglie
| Medaglia | Atleta         | Sport        | Evento                    |
| -------- | -------------- | ------------ | ------------------------- |
| Oro      | Henry Pearce   | Canottaggio  | Singolo maschile          |
| Oro      | Dunc Gray      | Ciclismo     | Km da fermo               |
| Oro      | Clare Dennis   | Nuoto        | 200 metri rana femminili  |
| Argento  | Bonnie Mealing | Nuoto        | 100 metri dorso femminili |
| Bronzo   | Eddie Scarf    | Lotta libera | Pesi medio-massimi        |